# جوردن بالمر
جوردن بالمر (بالإنجليزية: Jordan Palmer)‏ (و. 1984  م) هو لاعب كرة قدم أمريكية، من الولايات المتحدة، ولد في ويستلاك فيلاج، لوس أنجليس، كاليفورنيا، يلعب كظهير ربعي.

## التعليم
تعلم في Mission Viejo High School ‏.

## روابط خارجية
- جوردن بالمر على موقع مرجع كرة القدم المحترفة.كوم (الإنجليزية)
- جوردن بالمر على موقع كلية كرة القدم في سبورتس رفرنس.كوم (الإنجليزية)